# 연판

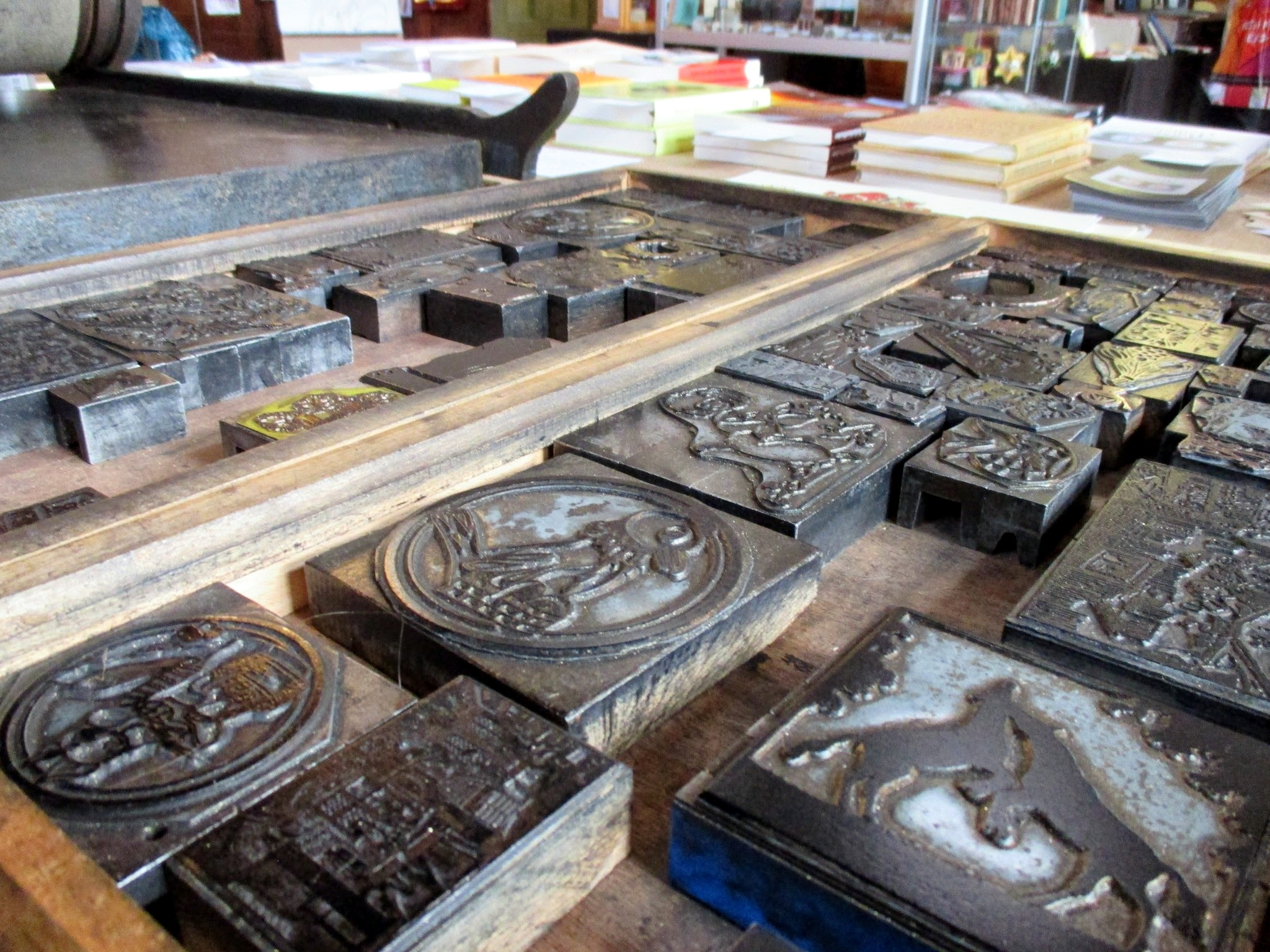

연판(鉛版)은 활자를 배열한 원판(原版)에 대고 지형(紙型)을 뜬 다음에 납, 주석, 알루미늄의 합금을 녹여 부어서 뜬 인쇄판으로 활판인쇄에 사용된다. 연판은 인쇄기의 롤러에 감아고정시키며 회전하면서 종이에 인쇄한다. 연판이 마모되면 지형을 이용해 다시 연판을 주조한다.
연판은 활판과 달리 한번 주조하면 수정할 수 없으며 한번 만들어진 연판으로 수천 장을 인쇄할 수 있다는 점 때문에 연판을 뜻하는 영어 단어 스테레오타입(stereotype)이 원래의 뜻보다는 고정관념, 정황화된 생각 등의 뜻으로 더 잘 알려지게 되었다.

## 같이 보기
- 활판인쇄
- 활자